# Эскут
Эску́т (фр. Escout) — коммуна во Франции, находится в регионе Аквитания. Департамент — Атлантические Пиренеи. Входит в состав кантона Олорон-Сент-Мари-2. Округ коммуны — Олорон-Сент-Мари.
Код INSEE коммуны — 64209.

## География

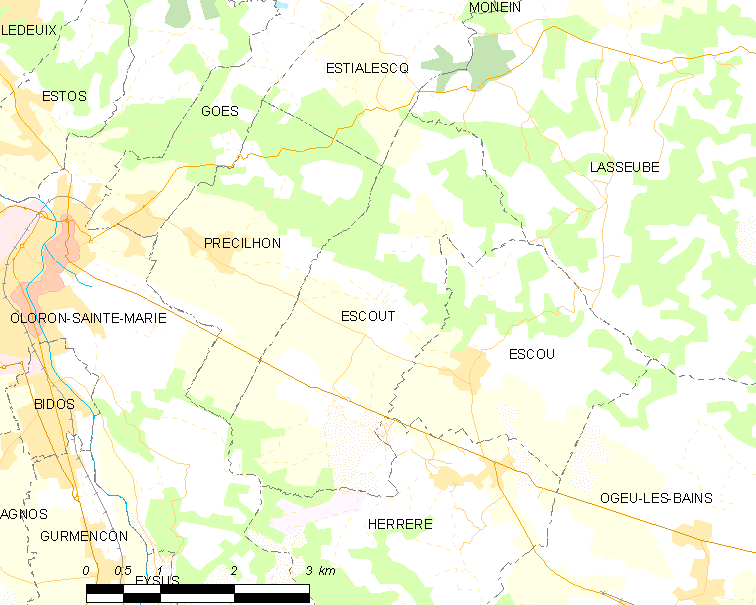
Карта коммуны

Коммуна расположена приблизительно в 670 км к югу от Парижа, в 185 км южнее Бордо, в 20 км к юго-западу от По.
По территории коммуны протекают реки Гав-д’Осо и Эску.

### Климат
Климат тёплый океанический. Зима мягкая, средняя температура января — от +5°С до +13°С, температуры ниже −10 °C бывают редко. Снег выпадает около 15 дней в году с ноября по апрель. Максимальная температура летом порядка 20-30 °C, выше 35 °C бывает очень редко. Количество осадков высокое, порядка 1100 мм в год. Характерна безветренная погода, сильные ветры очень редки.

## Население
Население коммуны на 2010 год составляло 417 человек.
| 1962 | 1968 | 1975 | 1982 | 1990 | 1999 | 2010 |
| ---- | ---- | ---- | ---- | ---- | ---- | ---- |
| 267  | 300  | 314  | 374  | 409  | 394  | 417  |

## Администрация
| Период | Период | Фамилия             | Партия                  | Примечания |
| ------ | ------ | ------------------- | ----------------------- | ---------- |
| 1995   | 2001   | Жан Рено            | Социалистическая партия |            |
| 2001   | 2014   | Жерар Юррюстуа      |                         |            |
| 2014   | 2020   | Мишель Баррер-Мазуа |                         |            |

## Экономика
В 2010 году среди 280 человек трудоспособного возраста (15-64 лет) 209 были экономически активными, 71 — неактивными (показатель активности — 74,6 %, в 1999 году было 70,2 %). Из 209 активных жителей работали 195 человек (104 мужчины и 91 женщина), безработных было 14 (9 мужчин и 5 женщин). Среди 71 неактивных 20 человек были учениками или студентами, 33 — пенсионерами, 18 были неактивными по другим причинам.

## Достопримечательности
- Церковь Св. Винсента (XVII век)[4]

## Города-побратимы
- Бискарруэс (Испания)

## Фотогалерея

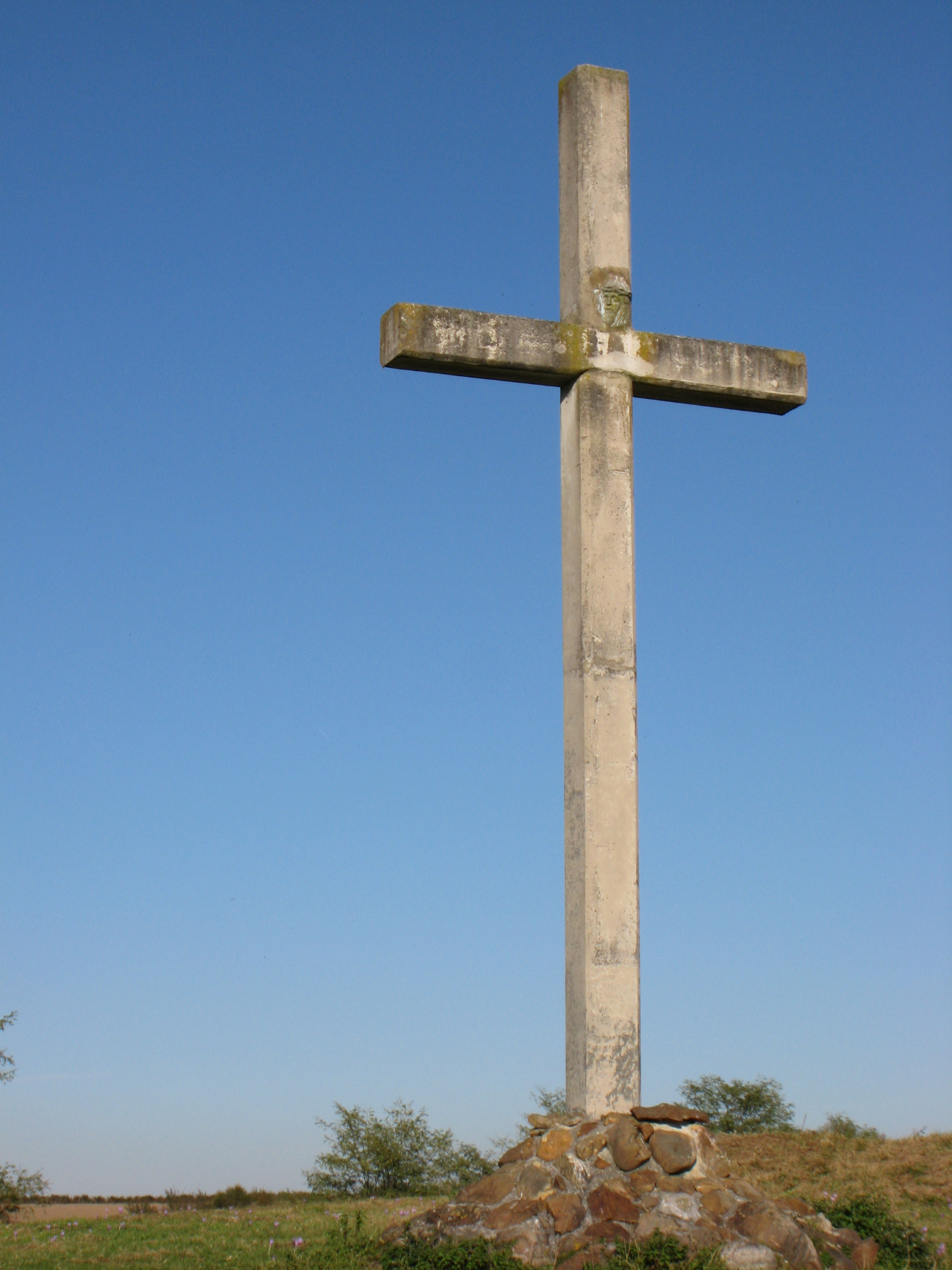
Крест
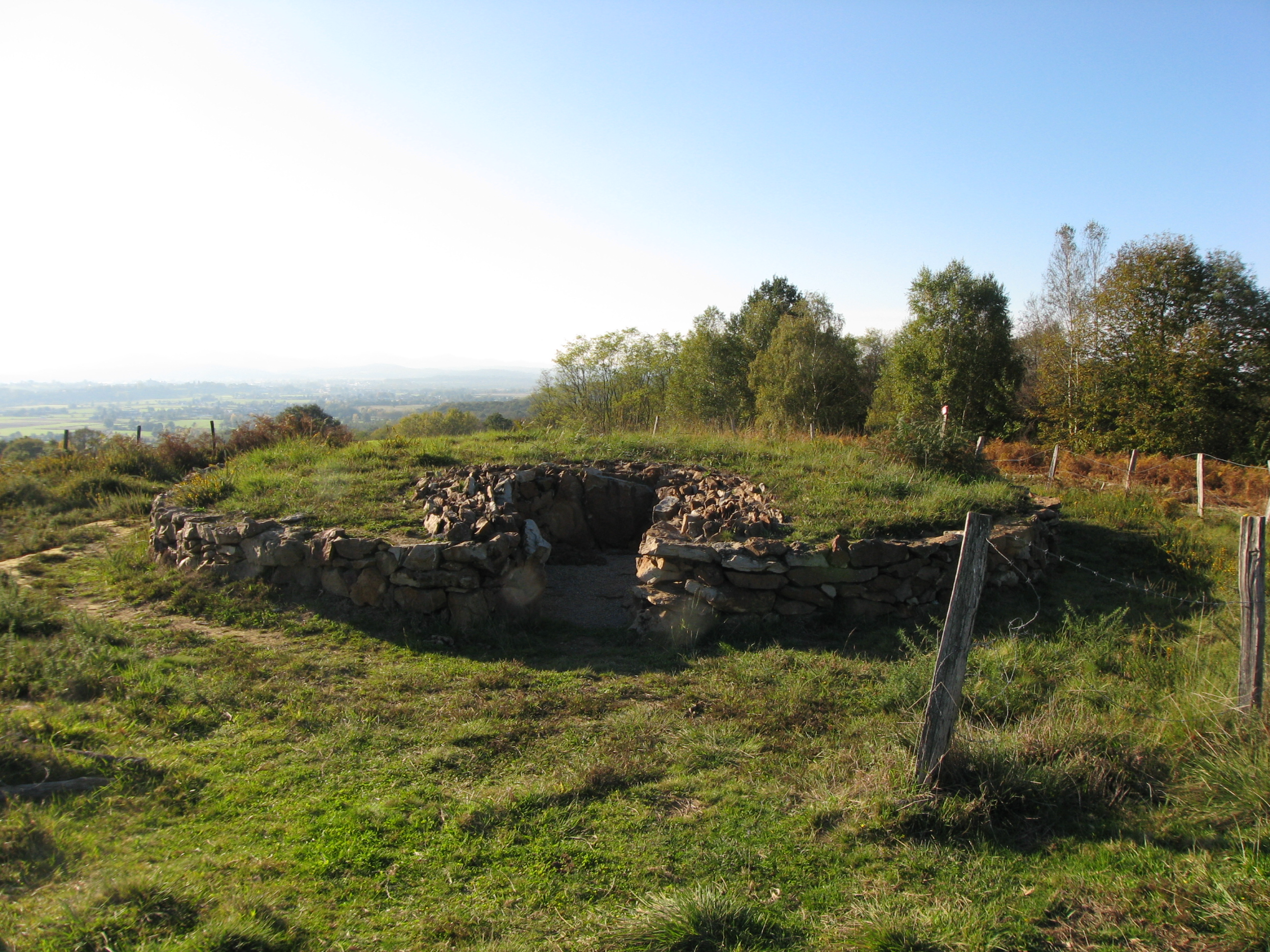
Тумулус
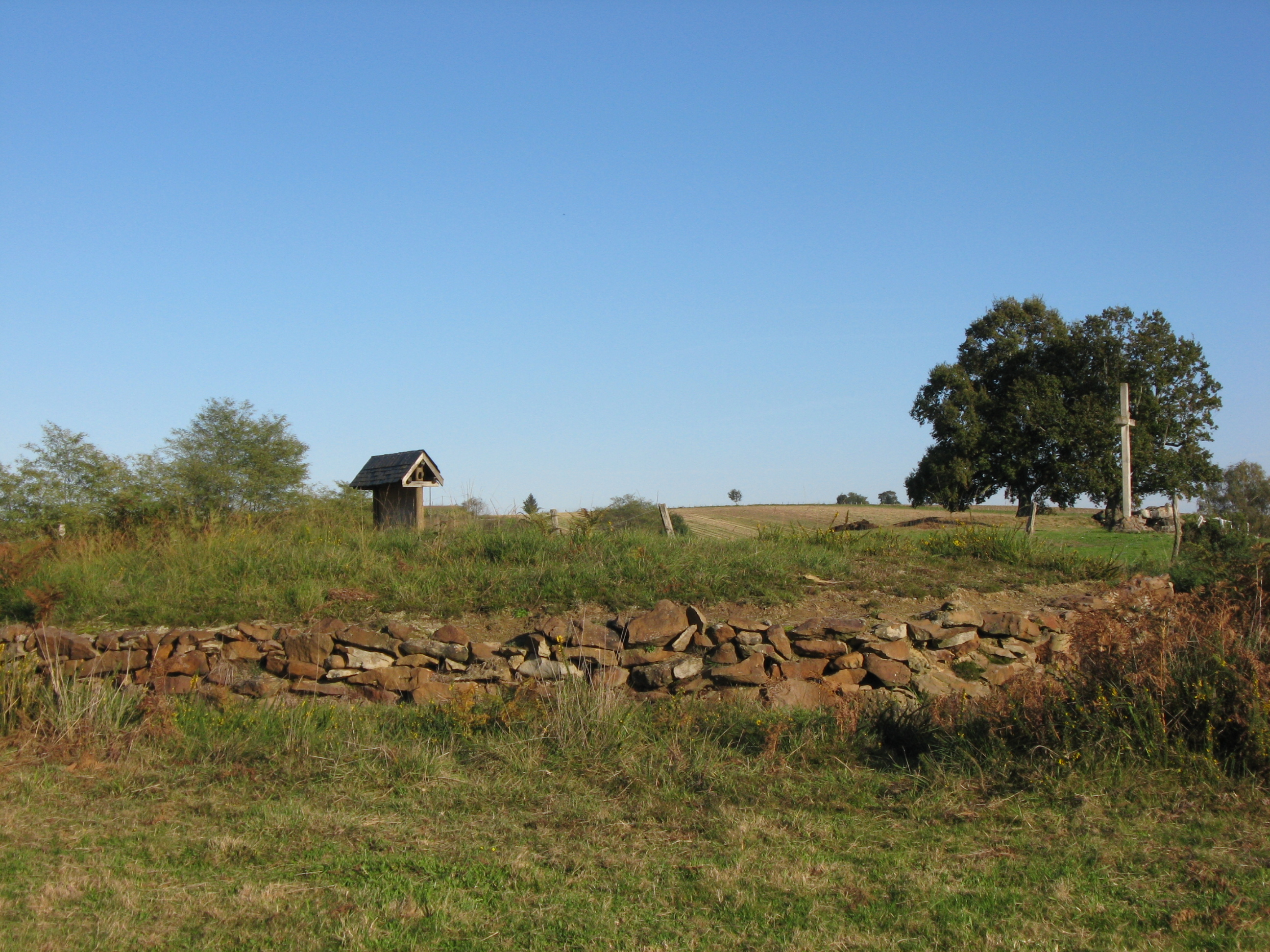
Тумулус
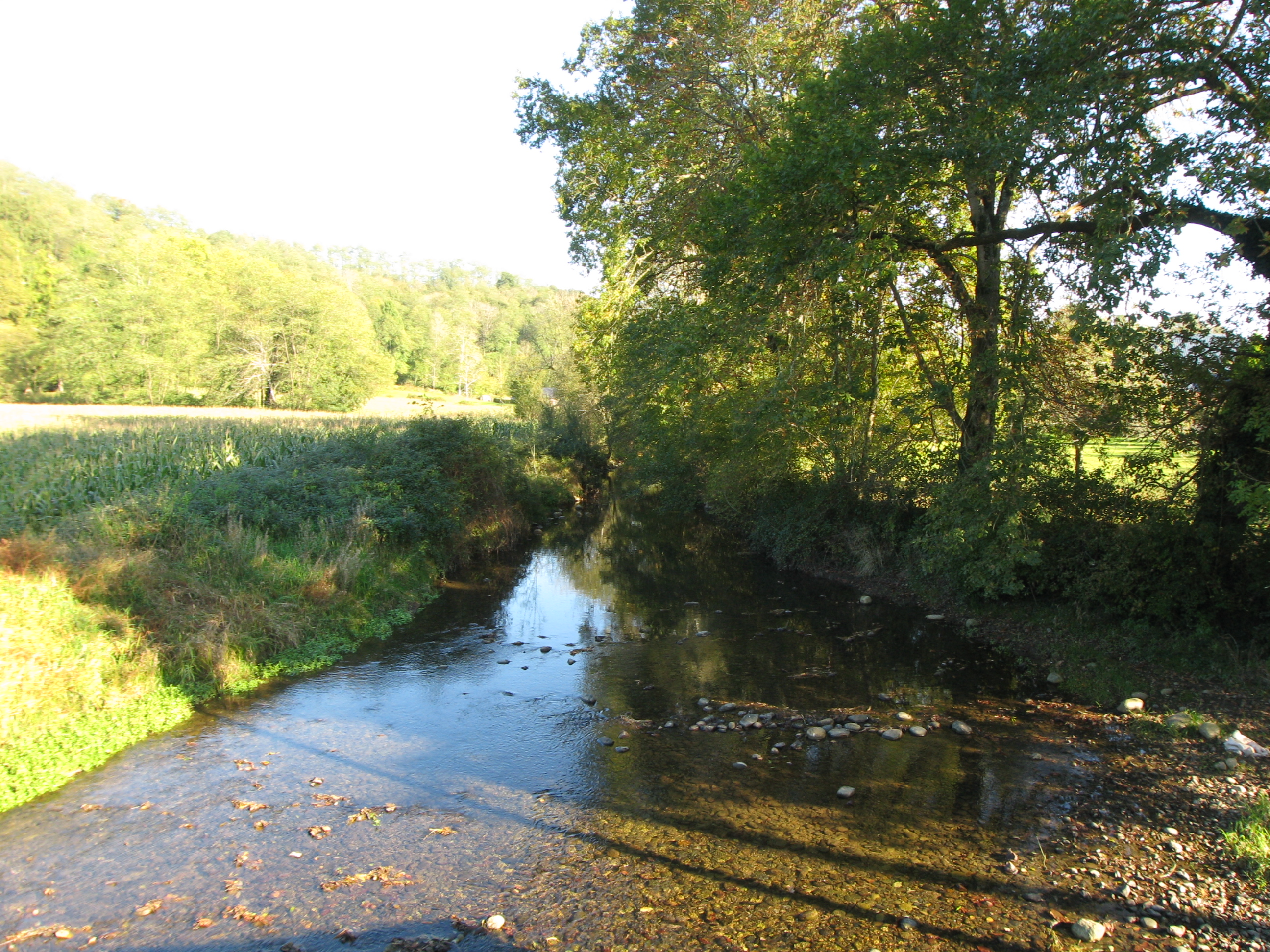
Река Эску